# Милош Јаничић
Милош Јаничић (Подгорица, 3. мај 1997) црногорски је ММА борац. Такмичи се у лакој категорији у оквиру хрватске организације FNC.

## Биографија
Тренерску и такмичарску базу почео је да гради у UFD Gym у Диселдорфу, а такође је познат по раду с тимовима из Новог Сада и Забјела.
Пажњу је скренуо на себе победом над Марком Радаковићем, на  Мегдану 3, у Новом Саду а популарност стиче  доминантном победом над  Марком Бојковићем на FNC 23, у Београду.
Тренира у Тајгеру на Тајланду, УФД Џиму у Диселдорфу, у  Њемачкој и ЦДС клубу у Новом Саду.
Наступао је на разним промоцијама, укључујући FNC, SBC, Мегдан, Октагон, KSW и DBX.